# Ellen Wilson (judoczka)
Ellen Bernice Wilson (ur. 8 stycznia 1976) – amerykańska judoczka. Dwukrotna olimpijka. Zajęła trzynaste miejsce w Sydney 2000 i odpadła w eliminacjach w Atenach 2004. Walczyła a wadze lekkiej.
Uczestniczka mistrzostw świata w 1997, 1999, 2001, 2003. Startowała w Pucharze Świata w latach 1997–2000, 2002–2004. Brązowa medalistka igrzysk panamerykańskich w 2003. Zdobyła cztery medale na mistrzostwach panamerykańskich w latach 1996–2002.

## Letnie Igrzyska Olimpijskie 2000
| Konkurencja | Rundy eliminacyjne       | Repasaże                        | Klas. końcowa |
| Konkurencja | 1/16                     | Przeciwnik I                    | Miejsce       |
| ----------- | ------------------------ | ------------------------------- | ------------- |
| 57 kg       | Isabel Fernández (ESP) P | Chiszigbatyn Erdenet-Od (MGL) P | 13.           |

## Letnie Igrzyska Olimpijskie 2004
| Konkurencja | Rundy eliminacyjne          | Repasaże                 | Klas. końcowa |
| Konkurencja | 1/16                        | Przeciwnik I             | Miejsce       |
| ----------- | --------------------------- | ------------------------ | ------------- |
| 57 kg       | Deborah Gravenstijn (NED) P | Cinzia Cavazzuti (ITA) P | II runda      |